# Немой бой

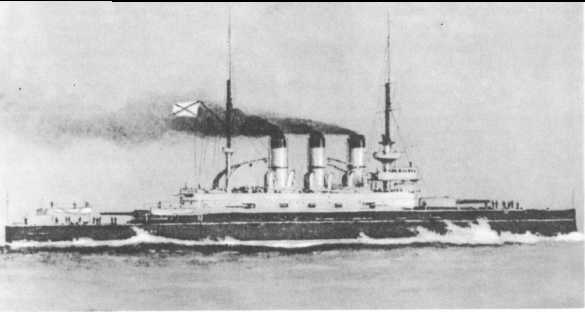
Новейший броненосец Черноморского флота Российской империи «Князь Потёмкин-Таврический». 1905 год

«Немо́й бой» — вошедшее в историю название встречи восставшего броненосца «Князь Потёмкин Таврический» с эскадрами Черноморского флота под командованием адмиралов А. Х. Кригера и Ф. Ф. Вишневецкого, вышедшими для подавления восстания на броненосце, произошедшее на рейде порта Одесса 17 (30) июня 1905 года. Один из эпизодов восстания на броненосце «Потёмкин».
Событие получило такое название, так как во время «боя» ни одна из сторон не открывала стрельбу. Броненосец «Потёмкин» дважды прошёл сквозь строй эскадры, команды кораблей которой оказали неповиновение своим командирам — восставший броненосец был встречен криками «ура!», на броненосцах «Синоп» и «Георгий Победоносец» произошли волнения, причём на последнем команда арестовала офицеров и присоединилась к восставшему «Потёмкину». Командующий эскадрой А. Х. Кригер был вынужден спешно увести эскадру от мятежного «Потёмкина».

## Предшествующие события
Начало восстания застало командующего Черноморским флотом вице-адмирала Г. П. Чухнина в Санкт-Петербурге, где он находился на совещании по разработке новой судостроительной программы, призванной восполнить потери русского флота, понесённые в русско-японской войне. Не имея подробных и точных сведений о произошедшем на «Потёмкине» от своих подчинённых, он принял решение срочно возвращаться в главную базу флота — в Севастополь. Специальный экстренный поезд, выделенный Г. П. Чухнину, должен был уходить из Санкт-Петербурга вечером 15 (28) июня 1905 года, но отъезд Г. П. Чухнина был отложен Николаем II, который приказал ему и управляющему Морским министерством адмиралу Ф. К. Авелану явиться к нему для совещания утром 16 (29) июня 1905 года.
Документальные свидетельства, показывающие, что именно было решено предпринять против восставшего броненосца на совещании Николая II, Г. П. Чухнина и Ф. К. Авелана, проведённого в Петергофе утром 16 (29) июня 1905 года, историкам не известны, однако все последующие события говорят в пользу того, что на совещании было принято решение послать в Одессу против броненосца «Потёмкин» всю Черноморскую эскадру с задачей принудить восставших сдаться, а если того не получится — то потопить корабль, для исполнения чего командующему Черноморским флотом Г. П. Чухнину были даны самые широкие полномочия и ему было приказано немедленно возвращаться на Чёрное море.

### Эскадра Вишневецкого

Броненосец «Три святителя». Флагманский корабль контр-адмирала Ф. Ф. Вишневецкого

Ещё накануне, днём 15 (28) июня 1905 года, как только в штаб Черноморского флота поступили сведения о произошедшем на броненосце «Потёмкин», старший офицер Черноморского флота А. Х. Кригер, в отсутствие командующего флотом, принял решение направить в Одессу эскадру с полномочиями «принять меры, которые потребуют обстоятельства», в составе двух броненосцев, минного крейсера и миноносцев под командованием младшего флагмана Черноморского флота контр-адмирала Ф. Ф. Вишневецкого. По мере поступления в штаб флота тревожной информации о развитии ситуации в Одессе, состав эскадры увеличивался, время, требуемое для её подготовки к выходу в море, росло и, в конце концов, только в 1 час 50 минут ночи 16 (29) июня 1905 года эскадра Ф. Ф. Вишневецкого вышла из Севастополя в таком составе:
Броненосцы
- «Три святителя»;
- «Двенадцать апостолов»;
- «Георгий Победоносец»;

Крейсер
- «Казарский»;

Миноносцы
- № 255;
- № 258;
- № 272;
- № 273.

Адмирал Ф. Ф. Вишневецкий решил вести свою эскадру в район Тендровской косы, где за два дня до этого и началось восстание броненосца «Потёмкин». В 8 ½ часов утра командам был зачитан приказ о восстании на броненосце «Потёмкин». Артиллерия и траверзный торпедный аппарат крейсера «Казарский» были приведены в боевую готовность.
Эскадра прибыла на Тендровскую косу в 17 ¼ часов 16 (29) июня 1905 года. Ф. Ф. Вишневецкий сообщил командирам кораблей о своём решении ночью в Одессу не идти, переждать тёмное время на Тендровской косе. В сторону Одессы были высланы на разведку миноносцы № 255 и № 258, крейсеру «Казарский» и миноносцам № 272 и № 273 было приказано в ночном дозоре охранять место якорной стоянки броненосцев. Около 21 часа Ф. Ф. Вишневецкий направил командиру Одесского порта генерал-майору В. П. Перелешину телеграмму с запросом о месте стоянки «Потёмкина» и настроении его команды. Командующий Одесским военным округом генерал С. В. Каханов в ответной телеграмме передал Ф. Ф. Вишневецкому запрошенную информацию и попросил адмирала прибыть в Одессу как можно быстрее.

### Эскадра Кригера

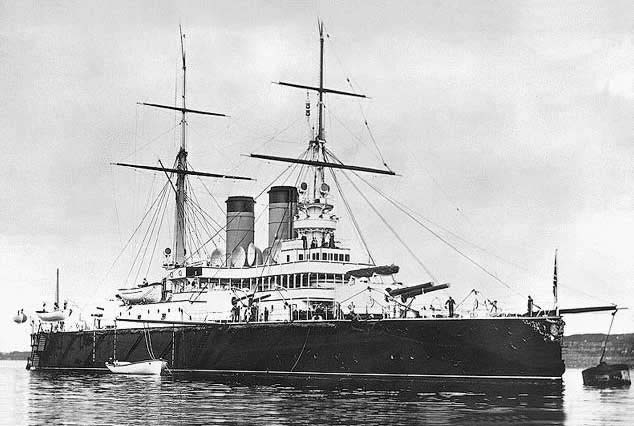
Броненосец «Ростислав». Флагманский корабль адмирала А. Х. Кригера

По приказу Ф. К. Авелана, полученному в Севастополе днём 16 (29) июня 1905 года, в море были направлены дополнительные силы под командованием старшего флагмана Черноморского флота А. Х. Кригера. В состав его эскадры, вышедшей из Севастополя около 7 часов вечера того же дня, входили:
Броненосцы
- «Ростислав»;
- «Синоп»;

Миноносцы
- «Заветный»;
- «Свирепый»;
- «Строгий».

### Ненадёжность личного состава кораблей Черноморского флота
Несмотря на усилия властей и командования держать в тайне от экипажей кораблей сведения о произошедшем восстании, ещё на берегу до команд начали доходить слухи о восстании на «Потёмкине» и о столкновениях между правительственными войсками и бунтующими жителями в самой Одессе. Ни командам эскадры Вишневецкого, ни командам эскадры Кригера не было сообщено о целях выхода в море. Перед выходом в море с кораблей были списаны неблагонадёжные матросы
Вопрос о лояльности команд кораблей эскадры своему командованию был самым главным вопросом момента. Командование имело сведения о тревожных настроениях среди матросов и имело основания сомневаться в том, что приказы об уничтожении восставших кораблей были бы выполнены. Неуверенность командования в надёжности корабельных команд предопределило все дальнейшие действия офицеров и ход самого «боя».

## Соотношение сторон
На стороне восставших были броненосец «Потёмкин», миноносец № 267 и портовое судно «Веха», захваченное восставшими в Одессе и используемое ими как госпитальное судно.
На стороне правительственных сил в объединённой эскадре, вышедшей в море для борьбы с восставшими, были пять броненосцев, один крейсер, семь миноносцев.
По числу личного состава силы объединённой эскадры превосходили восставших более чем в четыре раза, по числу артиллерийских орудий — в пять раз, по числу торпедных аппаратов — в семь раз. Корабли эскадры управлялись двумя адмиралами и 150 офицерами. Корабли восставших управлялись матросами.

## Ход «боя»
Ещё вечером 16 (29) июня 1905 года радисты «Потёмкина» перехватили радиограмму, переданную Ф. Ф. Вишневецким «„Потёмкин“ стоит на внешнем рейде Одессы». Восставшие поняли, что силы Черноморского флота направляются на них и им известно местоположение восставшего корабля. На «Потёмкине» начали готовиться к бою. Раненые и больные матросы были перевезены на судно «Веха». «Судовая комиссия» — орган, избранный командой броненосца для руководства действиями экипажа — судя по дальнейшим событиям, выбрала следующую тактику действий на случай встречи с эскадрой: первыми огня не открывать, начать бой только в случае явно враждебных действий со стороны эскадры. Члены комиссии считали, что матросы эскадры первыми не откроют стрельбу по «Потёмкину», а если «Потёмкин» первым начнёт стрельбу по эскадре, то вот тогда матросы эскадры и будут иметь все основания ответить броненосцу тем же. Если ход начавшегося боя будет неблагоприятным для «Потёмкина» — уничтожить корабль и погибнуть вместе с ним. 
Прапорщик Д. П. Алексеев, выбранный экипажем командиром броненосца, отказался командовать кораблем. Он сказался больным, но члены судовой комиссии заставили его идти в боевую рубку, возможно, надеясь, что в случае начала боя он будет вынужден воспользоваться своими знаниями офицера и помочь восставшим хотя бы ради спасения собственной жизни.
В 4 часа утра 17 (30) июня 1905 года эскадра Ф. Ф. Вишневецкого снялась с Тендровской косы на Одессу. Броненосец «Потёмкин» всю ночь простоял с разведёнными парами и подобранным якорем, готовый к походу и бою. Как только рассвело, партия матросов с «Потёмкина» вышла из Одессы на разведку на захваченном в порту Одесса ледоколе «Смелый». Ледокол действительно встретился с кораблями эскадры Ф. Ф. Вишневецкого, уклонился от встречи с ней, но неожиданно наткнулся на эскадру А. Х. Кригера. Получив приказ остановиться для досмотра судна, капитан ледокола увеличил ход и начал уходить в море. За «Смелым» была организована погоня силами одного из миноносцев, но так как новенький ледокол имел скорость 20 узлов, а миноносец — только 17, то «Смелому» удалось уйти от погони. Командир миноносца решил не открывать огонь по ледоколу, так как посчитал, что его капитан уходит от эскадры, полагая, что её корабли также захвачены мятежниками.

### 8—9 часов утра. Встреча «Потёмкина» и эскадры Вишневецкого
В 8 часов 10 минут утра восставшие с «Потёмкина» обнаружили приближающуюся к Одессе 16-узловым ходом эскадру Ф. Ф. Вишневецкого и получили посланную им радиограмму: «Черноморцы, удручены вашим поступком. Кончайте скандал. Смиритесь. Повинную голову меч не сечёт. Объясните, чего вы хотите. Адмирал Вишневецкий». На «Потёмкине» сыграли боевую тревогу. В 8 часов 38 минут на флагманском корабле Ф. Ф. Вишневецкого «Три святителя» был получен ответ «Потёмкина»: «Убедительно вас просим как своего начальника, пришлите к нам дать ответ от всей команды. К. П.» — надо полагать, что попытка добиться личной встречи восставших с матросами эскадры объяснялась желанием разагитировать матросов эскадры и поднять их на восстание.
В 8 часов 40 минут «Потёмкин» снялся с якоря и пошёл навстречу к эскадре. На флагманском корабле эскадры была сыграна боевая тревога, после чего эскадра повернула на 90° влево, увеличила ход и стала уходить от «Потёмкина» в открытое море. В 8 часов 58 минут «Потёмкин» прекратил преследование и начал возвращаться на одесский рейд.

### 9—12 часов. Эскадры Вишневецкого и Кригера встретились и объединились
В 9 ¾ часов утра эскадра А. Х. Кригера, приближавшаяся к Одессе, обнаружила уходящую от Одессы эскадру Ф. Ф. Вишневецкого. В 10 ½ часов утра обе эскадры объединились и на борту флагмана адмирала А. Х. Кригера состоялось совещание адмиралов, на котором решались тактические вопросы встречи с восставшим броненосцем. В 10 часов 50 минут с борта броненосца «Три святителя» в адрес «Потёмкина» была послана радиограмма: «В доказательство вашей искренности пришлите уполномоченных от команды на „Три святителя“ для мирных переговоров, ручаюсь за их безопасность. Мы идём в Одессу. Адмирал Вишневецкий» и обе эскадры взяли курс на Одессу, перестроившись в строй двойного фронта: в первой линии шли все броненосцы, во второй линии — крейсер и миноносцы. На флагманах объединённой эскадры орудия зарядили боевыми снарядами. Позднее офицеры с других кораблей, участвовавших в «бою», вспоминали, что «…после пробития боевой тревоги люди неохотно и вяло готовили орудия, воздушные насосы оказывались недействующими, вследствие чего нельзя было бы ни стрелять из орудий, ни выпустить мину из аппаратов».
На «Потёмкине», приняв радиограмму Ф. Ф. Вишневецкого запросили её повторения. Ровно в полдень, после получения повторной радиограммы с «Трёх святителей», «Потёмкин», приготовившись к бою и гибели, пошёл навстречу объединённой эскадре. На броненосце была сыграна боевая тревога. Команда переоделась во всё чистое.

### 12—14 часов. Встреча «Потёмкина» и объединённой эскадры. Восстание на броненосце «Георгий Победоносец»
В 12 часов 20 минут «Потёмкин» и корабли эскадры сблизились настолько, что смогли обмениваться сообщениями посредством сигналов семафора. «Потёмкин» передал кораблям эскадры: «„Синоп“, „Три святителя“, „Двенадцать апостолов“ — стать на якорь. Стопорить машину». Потёмкин шёл на эскадру. Его орудия главного калибра были наведены на броненосцы «Двенадцать апостолов» и «Ростислав», орудия правого борта — на броненосец «Три святителя». Между тем с «Ростислава» передали по семафору на «Три святителя»: «На „Потёмкине“ имеют боевые мины Уайтхеда». В 12 часов 40 минут с «Потёмкина» вновь повторили приказ семафором, чтобы броненосцы эскадры остановили машины.
Направив «Потёмкин» прямо на броненосец «Три святителя» восставшие вынудили последний изменить курс для избежания столкновения с «Потёмкиным» и нарушить строй фронта. В 12 часов 50 минут «Потёмкин», с поднятыми сигналами «эскадре стать на якорь» прорезал строй эскадры, при этом команда броненосца «Георгий Победоносец» покинула места несения боевой службы, собралась на открытых палубах своего корабля и приветствовала восставших возгласами «ура!»
В 13 часов, развернувшись на 180°, «Потёмкин» вновь прорезал фронт эскадры, которая так же развернулась на обратный курс. В это время на «Георгии Победоносце» уже полным ходом шло восстание команды против своих офицеров. Несмотря на увещевания командира броненосца и старшего офицера, матросы корабля, вооружённые чем попало (лопатами, комендорскими крюками, наконечниками от пожарных шлангов и тому подобным) с криками «Ура!», «Хотим к Потёмкину!», «Что нам государь, нам нужна воля, долой офицеров!» поднялись на капитанский мостик и под угрозой «выбросить всех офицеров за борт» потребовали от командира покинуть строй эскадры и следовать за «Потёмкиным». Под конец были взломаны пирамиды с винтовками и матросы вооружились. Были захвачены патроны и команда расставила вооружённых часовых возле всех выходов корабля. Команда отстранила офицеров от управления кораблём и остановила броненосец.
В 13 часов 10 минут адмирал А. Х. Кригер семафором запросил «Георгий Победоносец»: «Почему люди наверху на палубе а не на своих местах по боевой тревоге?». С «Георгия» ответили: «Команда бунтует, желая сбросить офицеров за борт. Команда требует присоединения к „Потёмкину“». А. Х. Кригер дал приказ эскадре увеличить ход и идти в Севастополь. До 13 часов 50 минут между флагманским броненосцем А. Х. Кригера «Ростислав» и восставшим «Георгием Победоносцем» ещё продолжался обмен взаимными приказаниями, но видя, что прекратить восстание на «Георгии» не удаётся, А. Х. Кригер примерно в 14 часов увёл оставшиеся корабли эскадры на Тендровскую косу. В 14 часов 10 минут восставшие броненосцы «Князь Потёмкин-Таврический» и «Георгий Победоносец» начали совместное движение на Одессу.

## Последствия
Восставшие, уступая объединённой эскадре по всем военно-техническим показателям, имели над ней моральный перевес, что привело к фактической победе восставших. Результаты «боя» укрепили веру потёмкинцев в успех восстания, подняло их дух и подтолкнуло к продолжению восстания.
Результатами «боя» для верных правительству сил стали переход экипажа броненосца «Георгий Победоносец» на сторону восстания и попытка начать восстание на броненосце «Синоп». Командование Черноморским флотом и Морское министерство убедилось в полной утрате Флотом боеспособности.
Объединённая эскадра отступила в район Тендровской косы. Адмирал А. Х. Кригер собрал военный совет, на котором было решено, ввиду возможного восстания на кораблях эскадры, срочно вернуть корабли в Севастополь и уже там сформировать отряд миноносцев со специально подобранными командами из добровольцев для потопления восставшего броненосца. Современники называли поход эскадр Черноморского флота против восставших «позорным».

## В культуре
Восстание на броненосце «Потёмкин» стало сюжетом фильма С. Энзенштейна «Броненосец „Потёмкин“».